# 城南村 (兵庫県多紀郡)
城南村（じょうなんむら）は、兵庫県多紀郡にあった村。現在の丹波篠山市中心部の南方、篠山川の左岸および福知山線・南矢代駅の東方一帯にあたる（南矢代駅自体は村域に含まない）。

## 地理
- 山岳：槙ヶ峰、愛宕山、三国ヶ岳
- 河川：篠山川、安田川、真南条川、小枕川、尾根川

## 歴史
- 1889年（明治22年）4月1日 - 町村制の施行により、小枕村・栗栖野村（飛地を除く）・真南条上村・真南条中村・真南条下村・野中村・北村・谷山村・岩崎村・宇土村（飛地を除く）および杉村の飛地の区域をもって発足。
- 1955年（昭和30年）4月15日 - 味間村・古市村・大山村と合併して丹南町が発足。同日城南村廃止。

## 村長
- 初代 団野記平治（1889年-）

## 交通

### 鉄道路線
- 日本国有鉄道
  - 篠山線
    - 篠山駅

### 道路
現在は旧村域を舞鶴若狭自動車道が通過するが、当時は未開通。